# مرصد هيرشل الفضائي
مقراب هيرشل الفضائي هو مرصد فضائي للوكالة الأوروبية لأبحاث الفضاء وهو حساس الأشعة تحت الحمراء البعيدة وللأشعة الكهرومغناطيسية دون المليمتر. وهو أكبر تلسكوب فضائي يقوم بتسجيل الأشعة تحت الحمراء الآتية من الأجرام السماوية تم إطلاقه حتى الآن، حيث يحمل مرآة مفردة يبلغ قطرها 3.5 متر (11.5 قدم).
وقد تم إطلاق التلسكوب إلى المدار في مايو 2009، واصلاً إلى نقطة لاغرانج الثانية (L2) من النظام الأرضي الشمسي وهي تقع 1,500,000 كيلومتر (930,000 ميل) من الأرض بحيث تحجب الأرض أشعة الشمس عنه باستمرار. ترجع تسميته باسم هيرشل إلى سير ويليام هيرشل، مكتشف طيف الأشعة تحت الحمراء وكوكب أورانوس، وأخته ومعاونته كارولين.
يمكن «لمقراب هيرشل الفضائي» رصد ورؤية أبرد الأجسام والأجسام الترابية في الفضاء مثل: الشرانق الباردة حيث تتكون فيها النجوم والمجرات الترابية التي تبدأ في التضخم مع النجوم الجديدة. سيبحث التلسكوب بين سحب تولد النجوم—«الطباخات البطيئة» من مكونات النجم— ليتتبع التطور الذي يمكن من خلاله تكوين جزيئات تكوين الحياة مثل المياه. تشارك الولايات المتحدة من خلال وكالة ناسا (NASA) في بناء وتشغيل تلسكوب وكالة الفضاء الأوروبية (ESA). يعد هذا التلسكوب هو المهمة التي تُعد «حجر الزاوية» الرابع في برنامج العلوم لوكالة الفضاء الأوروبية (ESA)، جنبًا إلى جنب مع روسيتا، وبلانك، وبعثة جايا.

## التطوير
في عام 1982 تم اقتراح التلسكوب الذي يرصد الأشعة تحت الحمراء البعيدة ودون الملليمتر (FIRST) على الوكالة الأوروبية لأبحاث الفضاء (ESA). دعت الخطة السياسية طويلة المدى «أفق 2000» لوكالة الفضاء الأوروبية، التي وُضعت في عام 1984 إلى «مهمة تحليل طيفي هترودايني عالي الإنتاج» كواحدةٍ من المهمات الأساسية. وفي عام 1986 تم اعتماد تلسكوب الأشعة تحت الحمراء ودون الملليمتر (FIRST) كمهمة أساسية. تم اختياره للتنفيذ في عام 1993، تابعًا بذلك لدراسة صناعية أجريت في 1992-1993. وأُعيد تصميم مفهوم المهمة من مدار الأرض إلى نقطة لاغرانج الثانية (L2)، وهذا في ضوء الخبرة المكتسبة من مرصد الأشعة تحت الحمراء الفضائي. في عام 2000، تغير اسمه إلى هيرشل (Herschel). وبعد الإعلان عنه في عام 2000، بدأت الأنشطة الصناعية في عام 2001. تم إطلاق التلسكوب الفضائي هيرشل عام 2009.

## العلوم
سيتخصص مقراب هيرشل الفضائي في جمع الضوء من أجرام المجموعة الشمسية ودرب التبانة وكذلك تسجيل الأشعة تحت الحمراء الآتية من أجرام سماوية خارج مجرتنا والتي تبعد عنا مليارات من السنين الضوئية، مثل المجرات حديثة النشأة، كما أنه مخصص أيضًا بأربع مهام للبحث العلمي:
- تَشكُّل المجرات في الفضاء الكوني الباكر وتطورها؛
- ولادة النجوم وتفاعلها مع الوسط بينجمي؛
- تعيين التركيب الكيميائي للأغلفة الجوية للكواكب وأسطح أجرام المجموعة الشمسية، رصد ودراسة الكواكب، والمذنبات، والأقمار؛
- الكيمياء الجزيئية في الفضاء الكوني.

## الأجهزة
تتضمن هذه المهمة أول مرصد فضائي لتغطية كل الأشعة تحت الحمراء البعيدة وأشعة فلكية دون الملليمتر (Submillimetre astronomy) الاشعة الفلكية دون الملليمتر. ويتكون التلسكوب من مـرآة مقعرة بقطر 3.5 متر، وهي بذلك أكبر مرآة (ليست مصنوعة من الزجاج ولكن من كربيد السيليكون المتلبد) والذي لم يسبق استخدامه في الفضاء. قامت شركة أوبتيون (Opteon Ltd) بصقل وتلميع المرآة في تلسكوب تيورلا (Tuorla Observatory)، بفنلندا. يتركز الضوء على ثلاثة أجهزة مع الاحتفاظ بكاشفات عند درجات حرارة أقل من 2 K (−271 °C). يتم تبريد الأجهزة بالهيليوم السائل، وتغلي بعيدًا في الفراغ عند درجة حرارة حوالي 2 K (−271 °C). سيحد إمداد 2,000 لتر من الهيليوم على متن المركبة الفضائية من العمر التشغيلي لها؛ ومع ذلك، فإنه من المتوقع أن يستمر تشغيلها لمدة ثلاث أعوام.
يحمل هيرشل ثلاثة كاشفات:

### كاميرا مصفوفة الكشف الضوئي والمطياف
كاميرا مصفوفة الكشف الضوئي والمطياف PACS : هي كاميرا تصوير ومطياف منخفض الدقة يغطي طول الموجات من 55 إلى 210 ميكرومتر. يتميز المطياف ب دقة طيفية تتراوح بين R=1000 وR=5000، كما أنه قادرًا على كشف الإشارات الضعيفة مثل 63dB. كما يعمل مثل مرسمة طيف متكاملة المجال، جامعًا الدقة الفضائية والطيفية معًا. يمكن للكاميرا التصوير في نطاقين مختلفين في وقتٍ واحد (إما 60–85/85–130 مايكرومتر و130–210 مايكرومتر) مع وجود حد للكشف من عدة ميلليجانسكي.

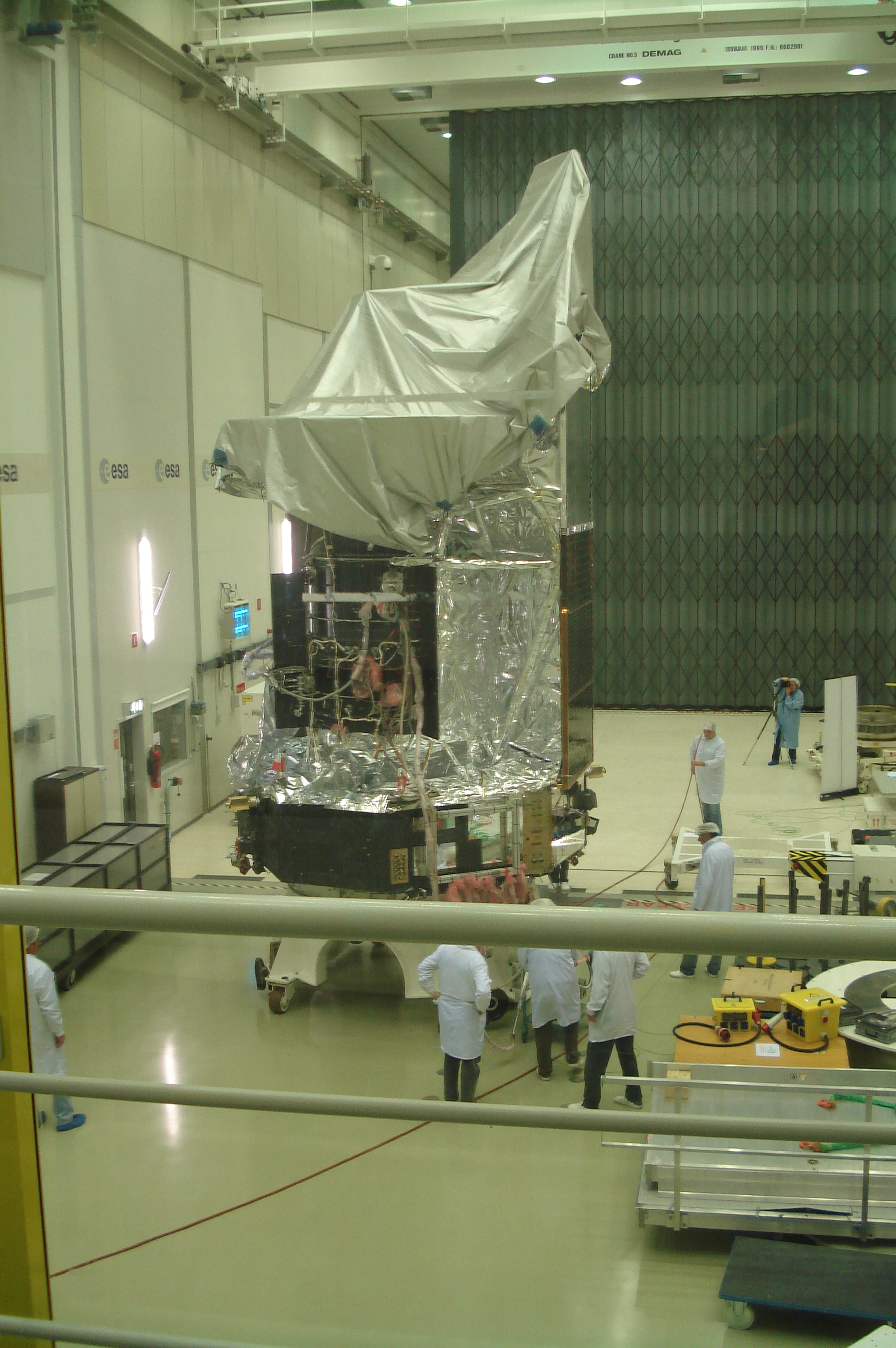
هيرشل في غرفة نظيفة

### مُستقبِل تصوير طيفي وضوئي SPIRE
وهو عبارة عن كاميرا تصوير ومطياف منخفض الدقة يقومان بتغطية أطياف من 194 إلى 672 مايكرومتر من طول الموجة. تتراوح دقة هذا المطياف بين R=40 وR=1000 عند طول موجي 250 ميكرومتر. كما أنه قادر على تصوير المصادر البارزة بسطوع يبلغ 100 ميللي جانسكي (mJy) والمصادر الممتدة بسطوع يبلغ 500 ميللي جانسكي (mJy). تحتوي كاميرا التصوير على ثلاثة نطاقات، متمركزةً عند 250 و350 و500 مايكرومتر، كل منهم بمقدار 139 و88 و43 بكسل على التوالي. يجب أيضًا أن يكون قادرًا على كشف المصادر البارزة بسطوع يفوق 2 mJy ويكون بين 4 و9 mJy بالنسبة للمصادر الممتدة. يتجه نموذج من كاميرا التصوير لمستقبل التصوير الطيفي والضوئي (SPIRE) على تلسكوب دون الملليمتر البالوني المحمول ذو البؤرة الكبيرة BLAST البالون عالي الارتفاع. قام مختبر الدفع النفاث التابع لوكالة ناسا في باسادينا، كاليفورنيا، بتطوير وبناء البولومتر المسمى ببولومتر «نسيج العنكبوت» لهذا الجهاز حيث إنه أكثر حساسية أربعين مرة من النسخ السابقة. وقام اتحاد دولي يضم أكثر من 18 معهدًا من ثمانِ دول ببناء جهاز هيرشل (مستقبل التصوير الطيفي والضوئي) (SPIRE)، حيث كانت جامعة كارديف هي المعهد الرائد.
؛ (جهاز هترودايني للأشعة تحت الحمراء البعيدة) HIFI: وهو كاشف هترودايني قادرًا على الفصل الإلكتروني لإشعاع أطوال الموجات المختلفة، مانحًا دقة طيفية عالية مثل R=107. يمكن للمطياف أن يعمل خلال نطاقين من الطول الموجي، من 157 إلى 212 مايكرومتر ومن 240 إلى 625 مايكرومتر. سرون المعهد الهولندي لبحوث الفضاء (SRON) بقيادة العملية بأكملها من حيث التصميم والبناء والاختبار للجهاز الهترودايني للأشعة تحت الحمراء البعيدة (HIFI). يعتبر مركز تحكم الجهاز الهترودايني للأشعة تحت الحمراء البعيدة (HIFI)، تحت قيادة سرون، مسؤولاً أيضًا عن الحصول على البيانات وتحليلها.
قامت وكالة ناسا بتطوير وبناء الخلاطات، وسلاسل تذبذب محلية ومضخمات الطاقة لهذا الجهاز.

## وحدة الخدمات
تم تصميم وبناء وحدة خدمات عامة (SVM) من قبل شركة ثاليس ألينيا للفضاء Thales Alenia Space وذلك على مُنشأة تورينو (Turin) لكل من مهمتي: هيرشل وبلانك مُجمعين في برنامج واحد.
تتشابه كلٌ من وحدات خدمات هيرشل وبلانك من الناحية الهيكلية. وحدات الخدمات مثمنة الشكل (ذات ثماني أضلاع)، وكل ضلع مخصص لاستيعاب مجموعة من وحدات التدفئة، كما يُؤخذ في الاعتبار عوامل التبديد لوحدات التدفئة المختلفة والأجهزة، وأيضًا للمركبة الفضائية.
وبالإضافة إلى ذلك، فهناك تصميم عام لإلكترونيات الطيران والفضاءعلى كلٍ من المركبتين الفضائيتين، كما تحقق نظام للتحكم في توجيه المركبة والقياس (ACMS) ونظام إدارة البيانات والقيادة (CDMS)، ونظام فرعي للطاقة، ونظام التتبع والقياس عن بعد والقيادة (TT&C).
،
تعتبر جميع وحدات سفينة الفضاء، الموجودة في وحدة الخدمات، مكررة.

### النظام الفرعي للطاقة
في كل مركبةٍ فضائية، يتكون النظام الفرعي للطاقة من ألواح شمسية تستعمل خلايا شمسية ثلاثية الوصلات، وبطارية ووحدة التحكم في الطاقة (PCU). له 30 قطاعاً من الألواح الشمسية، تنتج جهدا قدره 28 فولط. كما أنه مزود ببطارية لشحن الكهرباء وتخزينها.
بالنسبة لهيرشل، تكون الألواح الشمسية مثبتةً على الجزء الأسفل من أداة مصممة لحماية الكريوستات (جهاز التبريد) لحمايته من أشعة الشمس. يحافظ نظام التحكم في التوجيه ثلاثي المحاور هذه الأداة في اتجاه الشمس. يُغطى الجزء الأعلى من هذه الأداة بمرايا عاكسة، تعكس 98% من الطاقة الشمسية لتجنب تسخين الكريوستات.

### التحكم في التوجه والمدار
يؤدي كمبيوتر التحكم في التوجه (ACC) هذه الوظيفة حيث إنه هو المنصة لنظام التحكم في التوجه والقياس (ACMS). وهو مُصمَم لتحقيق متطلبات التوجيه والدوران لحمولة هيرشل وبلانك.
تستقر المركبة الفضائية هيرشل على ثلاثة محاور، فيحتاج خطأ التوجيه المطلق أقل من 3.7 ثوان قوسية.
يعد جهاز الاستشعار الأساسي لخط الرؤية في كلٍ من المركبتين هو متعقب النجوم.

## الإطلاق والمدار

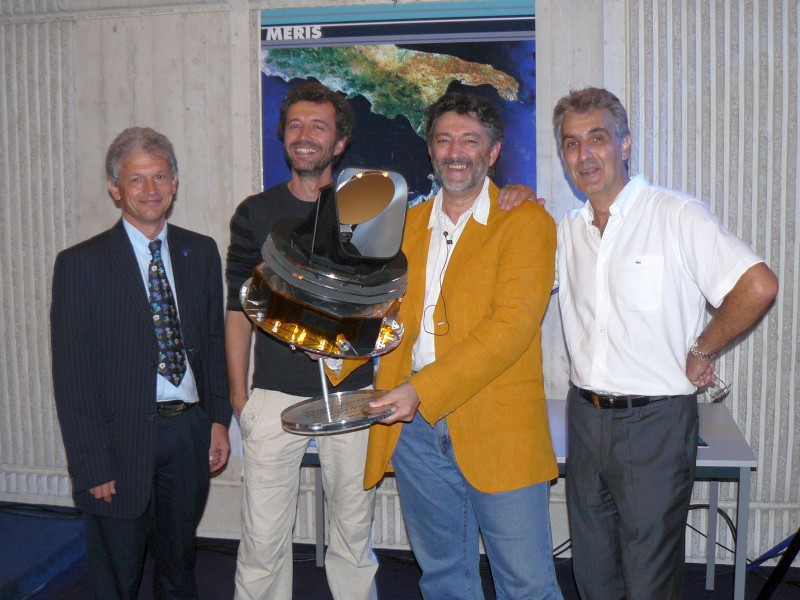
بعض أعضاء فريق هيرشل-بلانك، من اليسار إلى اليمين: جان جاك جوليت، مدير البرامج العلمية

تم بناء المركبة الفضائية في مركز فضاء ماندليو كان (Cannes Mandelieu Space Center)، بموجب عقد مع «شركة ثاليس الينيا للفضاء» (Thales Alenia Space). وتم إطلاقه بنجاح من مركز جويانا للفضاء (Guiana Space Centre) في غوايانا الفرنسية في الساعة 13:12:02 وفقًا للتوقيت العالمي المنسق في مايو 2009، على متن صاروخ أريان 5 جنبًا إلى جنب مع مرصد بلانك الفضائي. وتم وضع التلسكوب الفضائي على مدار إهليجي (بيضاوي) شديد الانزياح المركزي: نقطة الحضيض: 270.0 كم ونقطة أوج: 1,197,080 كم، وزاوية ميلان 5.99 درجة )، في طريقه إلى نقطة لاغرانج 2.
في 14 يونيو، عام 2009، أرسلت وكالة الفضاء الأوروبية الأوامر بنجاح لفتح غطاء التبريد والذي سيسمح لنظام كاميرا مصفوفة الكشف والمطياف (PACS) برؤية السماء وإرسال الصور في خلال أسابيع قليلة. فيجب أن يظل الغطاء مغلقًا حتى يصل التلسكوب بشكلٍ جيدٍ إلى الفضاء وذلك لمنع التلوث. وقد أفادت التقارير إتمام هيرشل 90% من المسافة إلى مداره حيث يبلغ بعده عن الأرض 1.5 مليون كم.
وبعد خمسة أيام، نشرت وكالة الفضاء الأوروبية أول مجموعة من صور الاختبار، واصفةً مجموعة مجرات إم 51 بالقرب من مجرة الزوبعة.
وفي منتصف يوليو 2009، بعد الإطلاق بستين يومًا تقريبًا، دخل "مدار ليساجوس Lissajous orbit على بعد حوالي 800,000 كم من نصف القطر حولنقطة لاغرانج الثانية (L2) للنظام الأرضي الشمسي، أي على بعد 1.5 كيلومتر من الأرض.

## المهمة التشغيلية
في 21 يوليو 2009، تم التصريح بنجاح تكليف هيرشل، وبذلك يُسمح ببدء المرحلة التشغيلية. صرح توماس باسفوجل (Thomas Passvogel)، مدير البرنامج، بالتسليم الرسمي للمسؤولية كاملةً إلى جوناس ريدينجر (Johannes Riedinger)، مدير المهمة.

## اكتشافات

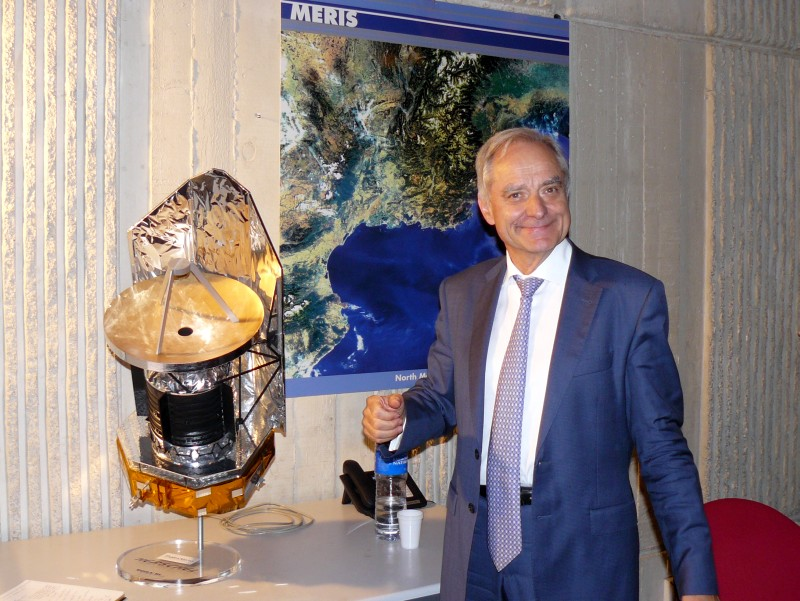
أندريه برايك (André Brahic)، عالم فلك، خلال مؤتمر في مركز فضاء ماندليو كان (Cannes Mandelieu Space Center)

كان لهيرشل دور فعال في اكتشاف خطوة غير معروفة وغير متوقعة في عملية نشأة النجوم. التأكيد الأول والإثبات الأخير، من خلال مساعدة التلسكوبات الأرضية، بشأن وجود فجوة واسعة في الفضاء الفارغ، والتي كان من المعتقد سابقًا أنها سديم مظلم، في منطقة إن جي سي 1999 ألقى الضوء على الطريقة التي تتخلص بها مناطق نشأة النجوم الجديدة من المواد المحيطة بها.
في يوليو 2010، تم نشر عدد خاص من علم الفلك والفيزياء الفلكيةمكونًا من 152 صفحة عن نتائج المرصد الأولية.
كما تم نشر عدد خاص ثاني من علم الفلك والفيزياء الفلكية في أكتوبر 2010 عن الجهاز الهترودايني للأشعة تحت الحمراء البعيدة، بشأن فشله التقني الذي أوقفه لمدة تزيد عن ستة أشهر؛ بين أغسطس 2009 وفبراير 2010.
وتمت الإفادة في الأول من أغسطس 2011، بأنه تم التأكيد بشكلٍ قاطعٍ على وجود الأكسجين الجزيئي في الفضاء من خلال تلسكوب هيرشل الفضائي، وهي المرة الثانية التي قد وجد فيها العلماء جزيئًا في الفضاء. وقد أفاد فريق أودين بهذا من قبل.
وقد صرح تقريرٌ تم نشره في أكتوبر 2011 في مجلة نيتشر (Nature)، أن قياسات هيرشل لمستويات الديوتيريوم في المذنب هارتلي 2 تقترح أن كثيرًا من مياه الأرض قد جاءت مسبقًا من تأثيرات المذنبات.
في 20 أكتوبر 2011، تمت الإفادة بأنه تم اكتشاف المحيطات المكونة من بخار المياه الباردة في القرص المُزوَّد لنجمٍ صغيرٍ. وعلى العكس من بخار الماء الدافئ الذي تم اكتشافه سابقًا قرب النجوم المتكونة، يستطيع بخار الماء البارد أن يُكون المذنبات التي يمكنها جلب الماء إلى الكواكب الداخلية بعد ذلك، كما هو مفترض بالنسبة لأصل المياه على كوكب الأرض.

## وصلات خارجية
- مركز علوم هيرشل لوكالة الفضاء الأوروبية
- معلومات وكالة الفضاء الأوروبية عن هيرشل
- موقع وكالة ناسا عن هيرشل نسخة محفوظة 8 مارس 2014 على موقع واي باك مشين.
- موقع عمليات هيرشل لوكالة الفضاء الأوروبية
- فيديو وكالة الفضاء الأوروبية (ESA) على موقع You Tube على يوتيوب
- مدرسة كارديف للفيزياء والفلك: هيرشل/فريق مستقبل التصوير الضوئي والفلكي (SPIRE)